# Bomag
Bomag GmbH (BOpparder MAschinenbaugesellschaft GmbH) est une entreprise allemande de construction mécanique, spécialisée dans les machines de compactage de sol, de l'asphalte et des déchets. Le siège social de la société est implanté à Boppard dans le land de Rhénanie-Palatinat. Depuis son rachat par le groupe Fayat en 2005, Bomag commercialise également des finisseurs et des fraiseuses à froid. Bomag fait partie de la division « Road Equipment » du groupe. C'est le leader mondial dans le domaine des compacteurs.
Bomag fait partie de la division Road Equipment du groupe Fayat avec les sociétés Marini SpA, Marini-Ermont, Société Auxiliaire d'Entreprises (SAE), Dynapac, SECMAIR, RAVO, SCARAB & Charlatte Manutention.

## Histoire
L'entreprise Bomag a été créée par Karl Heinz Schwamborn en 1957 dans son garage, à Boppard dans le land de Rhénanie-Palatinat en Allemagne où il met au point son premier rouleau compresseur vibrant BW 60 pour le compactage lors des travaux de construction d'infrastructures routières. En 1960, il présente le premier rouleau vibrant double BW 200 de sept tonnes, ce qui va permettre de faire connaître la société à l'étranger et les premiers rouleaux Bomag vont être exportés en Autriche.
En 1970, Karl Heinz Schwamborn vend son entreprise à la société américaine Koehring de Milwaukee qui lui ouvre le marché nord américain. L'entreprise connait une forte croissance et double son unité de production en Allemagne.
En 1988, Bomag présente le premier compacteur de déchets entièrement hydraulique. En 2001, Koehring revend Bomag à l'américain SPX Corporation qui, en 2005, revend l'entreprise au groupe Fayat.

## Gamme
La gamme des produits Bomag se répartit en cinq catégories :
- Compactage avec les pilonneuses, plaques vibrantes, rouleaux vibrants, compacteurs polyvalents ;
- Construction de routes asphaltées : rouleaux tandem, rouleaux combinés, rouleaux pneumatiques, finisseurs d'enrobé ;
- Terrassements : rouleaux monocylindres et compacteurs de sol ;
- Recyclage et stabilisation : fraiseuses à froid, recycleurs à froid, stabilisateurs de sol ;
- Traitement des déchets : compacteur de déchets.

## Implantations à l'étranger

### Chine
Après avoir cédé une première licence en Chine à la société BOMA, quelques années plus tard, Bomag crée une coentreprise avec la société chinoise BOMA pour y produire des rouleaux monocylindres et tandem uniquement pour le marché chinois. En 2002, la filiale BOMAG China Ltd est créée à Fengxian, au sud de Shanghai.

### États-Unis
Avec le rachat en 2013 de certaines divisions du groupe Terex, des sociétés CMI et Cedarapids, Bomag a renforcé sa position sur le marché américain. En 2015, une usine d'assemblage avec un entrepôt de pièces détachées pour la maintenance a été construite à Ridgeway en Caroline du Sud après la fermeture de l'unité de Kenanee dans l'Illinois.